# Masa Nakayama
Masa Nakayama (中山 マサ Nakayama Masa, Nagasaki, Japón, 19 de enero de 1891 – Osaka, 11 de octubre de 1976) fue una política japonesa, célebre por ser la primera mujer en ser Ministra de Salud y Bienestar en 1960, siendo la primera mujer en ocupar un cargo ministerial.
Nació bajo el nombre de Masa Iida-Powers en Nagasaki, siendo hija de Rodney H. Power, un empresario estadounidense, y de su pareja, Naka Iida. Masa asistió a la Kwassui Jogakko, una escuela misionera liderada por misioneros metodistas. También estudió Universidad Wesleyana de Ohio en los Estados Unidos, graduándose en 1916 y se dedicó a la educación antes del estallido de la Segunda Guerra Mundial.
En 1947, fue elegida diputada de la Cámara de Representantes en la Dieta de Japón, representando el segundo distrito de la Prefectura de Osaka, bajo la representación del Partido Liberal Democrático, y como partidario del gobierno de Hayato Ikeda. En 1960, asumió como Ministra de Salud y Bienestar, siendo la primera mujer en ostentar un cargo ministerial en su país. Ejerció su cargo durante 5 meses, dejándolo en diciembre de 1960. Nakayama dejó su cargo como diputada en 1969, cediendo el cargo a su hijo Masaaki.
Estuvo casada con Fukuzō Nakayama, quién también fue un político y diputado de la Cámara baja entre 1932 y 1942, y posteriormente como senador. Sus 2 hijos: Taro y Masaaki, también fueron diputados. Su nieto e hijo de Masaaki, Yasuhide Nakayama, también es un político japonés.
Nakayama falleció el 11 de octubre de 1976 en un hospital de Osaka, a raíz de un cáncer de laringe. Tenía 85 años.